# Real Talk (Man Overboard)
Real Talk è l'album di debutto dei Man Overboard ed è stato pubblicato sia in CD che in vinile il 19 luglio 2010.

## Tracce
1. Real Talk – 1:50
2. World Favorite – 2:55
3. Fantasy Girl – 2:57
4. Parting Gift – 2:35
5. Darkness, Everybody – 3:01
6. She's Got Her Own Man Now – 3:20
7. Al Sharpton – 2:32
8. Montrose – 2:53
9. FM Dial Style – 2:19
10. I Like You – 2:34
11. Septemberism – 2:37
12. Sidekick – 3:13

Durata totale: 32:46
Bonus Track (BandCamp)
1. Again – 3:02

## Formazione
- Nik Bruzzess – voce, contrabbasso
- Zac Eisenstein – voce, chitarra
- Wayne Wildrick – chitarra
- Justin Collier – batteria, percussioni
- Jeff Kummer – batteria (tracce 2, 8, 10 e 11)